# Список вице-президентов Нигерии
Вице-президент Нигерии — второе по значимости должностное лицо в исполнительной власти Нигерии.
Вице-президент замещает президента в случае невозможности исполнения последним своих обязанностей, и занимает его пост, пока он вакантен. Избирается вместе с президентом на общенациональных выборах. Перед вступлением в должность произносит присягу Председателю Верховного Суда Нигерии.
Первым в должность вице-президента Нигерии вступил Бабафеми Огундипе в 1965 году. Действующий вице-президент Нигерии с 29 мая 2023 года — Кашим Шеттима.

## Обязанности
После вступления в должность в его обязанности как заместителя главы государства входят:
- участие в работе Правительства Нигерии;
- постоянное членство в Совете безопасности и Совете обороны Нигерии;
- председательство в Национальном экономическом совете;
- иные функции, предусмотренные распоряжениями Президента Нигерии.

## Список вице-президентов Нигерии
| №   | Портрет | Вице-президент Нигерии   | Срок полномочий                    |
| --- | ------- | ------------------------ | ---------------------------------- |
| 1.  |         | Бабафеми Огундипе        | 16 января 1965 — 29 июля 1966      |
| 2.  |         | Джозеф Вей               | 29 июля 1966 — 29 июля 1975        |
| 3.  |         | Олусегун Обасанджо       | 29 июля 1975 — 13 февраля 1976     |
| 4.  |         | Шеху Муса Яр-Адуа        | 13 февраля 1976 — 30 сентября 1979 |
| 5.  |         | Алекс Ифиниичукву Эквуем | 1 октября 1979 — 31 декабря 1983   |
| 6.  |         | Тунде Идиагбон           | 31 декабря 1983 — 27 августа 1985  |
| 7.  |         | Эбиту Укиве              | 27 августа 1985 — октябрь 1986     |
| 8.  |         | Огастус Аикхому          | октябрь 1986 — 27 августа 1993     |
| 9.  |         | Оладипо Дийя             | 17 ноября 1993 — 31 декабря 1997   |
| 10. |         | Майк Ахигбе              | 9 июня 1998 — 29 мая 1999          |
| 11. |         | Атику Абубакар           | 29 мая 1999 — 29 мая 2007          |
| 12. |         | Гудлак Джонатан          | 29 мая 2007 — 5 мая 2010           |
| 13. |         | Намади Самбо             | 19 мая 2010 — 29 мая 2015          |
| 14. |         | Йеми Осинбаджо           | 29 мая 2015 — 29 мая 2023          |
| 15. |         | Кашим Шеттима            | С 29 мая 2023                      |